# Edificio La Inmobiliaria
L'Edificio La Inmobiliaria è uno storico palazzo eclettico della capitale argentina Buenos Aires.

## Storia

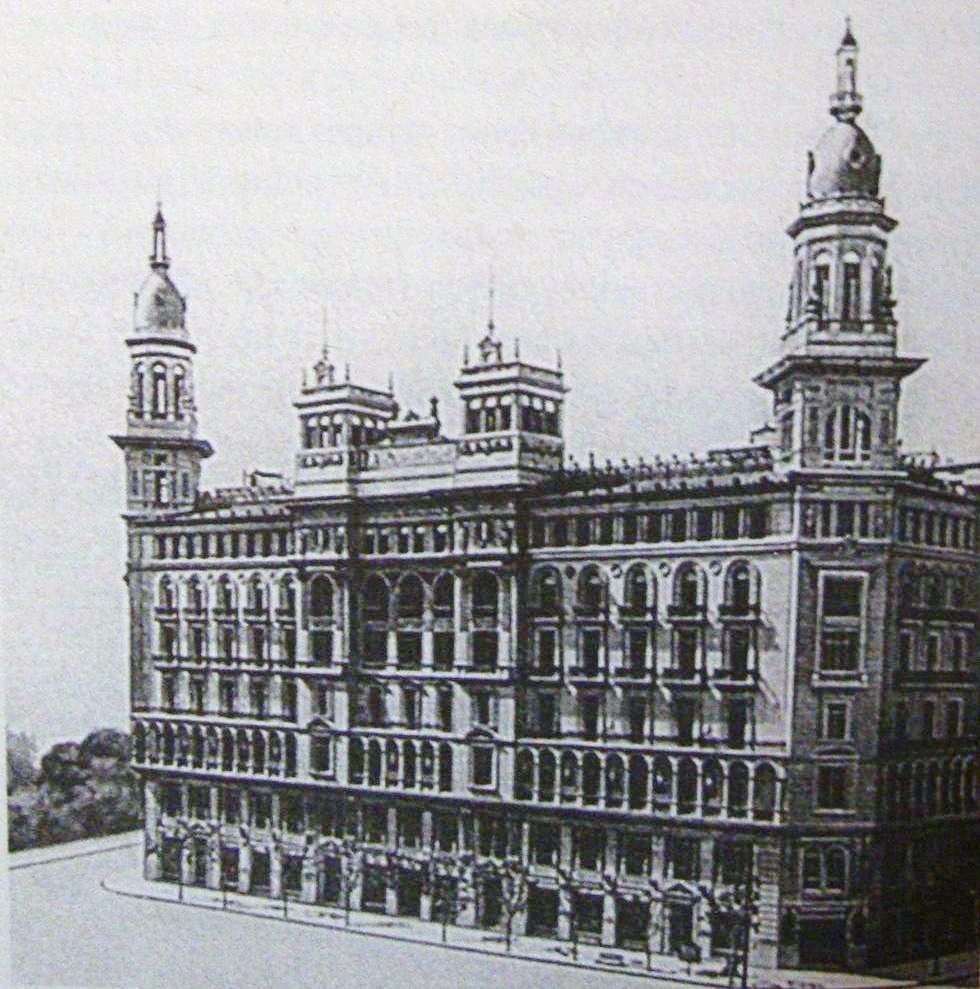
L'Edificio La Inmobiliaria nel 1910

La direzione de La Inmobiliaria, prima compagnia di assicurazioni generali di capitale argentino, fondata nel 1893 da Antonio Devoto, prese la decisione verso la fine del 1908, in vista del centenario della rivoluzione di maggio, di erigere un nuovo e grande palazzo di locazione, uno dei primi di questo tipo in città, in cui collocare la propria sede. A questo proposito la compagnia assicurativa acquistò un lotto esteso in lunghezza ad occupare un intero isolato affacciato sulla celebre Avenida de Mayo e sulla Piazza del Congresso; il progetto del nuovo edificio venne invece affidato all'architetto italiano Luigi Broggi. Il 29 gennaio 1909 il quotidiano La Prensa pubblicò nelle sue pagine i disegni del palazzo ancora in costruzione, accolti con gradimento dai lettori. L'edificio venne quindi inaugurato il 25 maggio 1910, nel mezzo dei festeggiamenti del centenario della Rivoluzione di Maggio.